# آیتی (کمون)
آیتی (به فرانسوی: Aiti) یک کمون در فرانسه است که در کرس شمالی واقع شده‌است. آیتی ۱۲٫۱۷ کیلومتر مربع مساحت دارد.